# Bois de compression

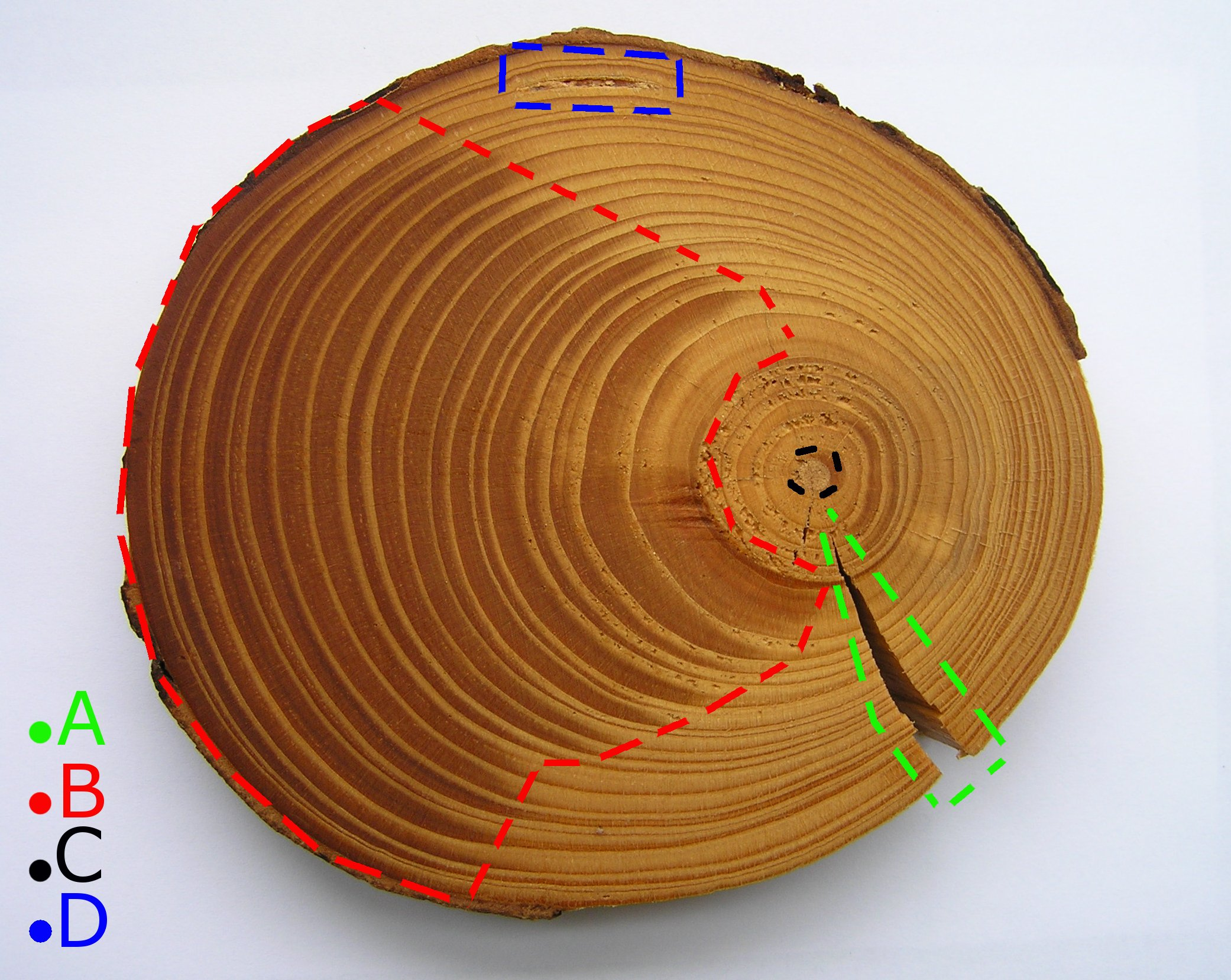
Coupe transversale d'une épicéa commun (Picea abies) avec A: fissure de séchage, B: bois de réaction, C: résine, D: poche en résine

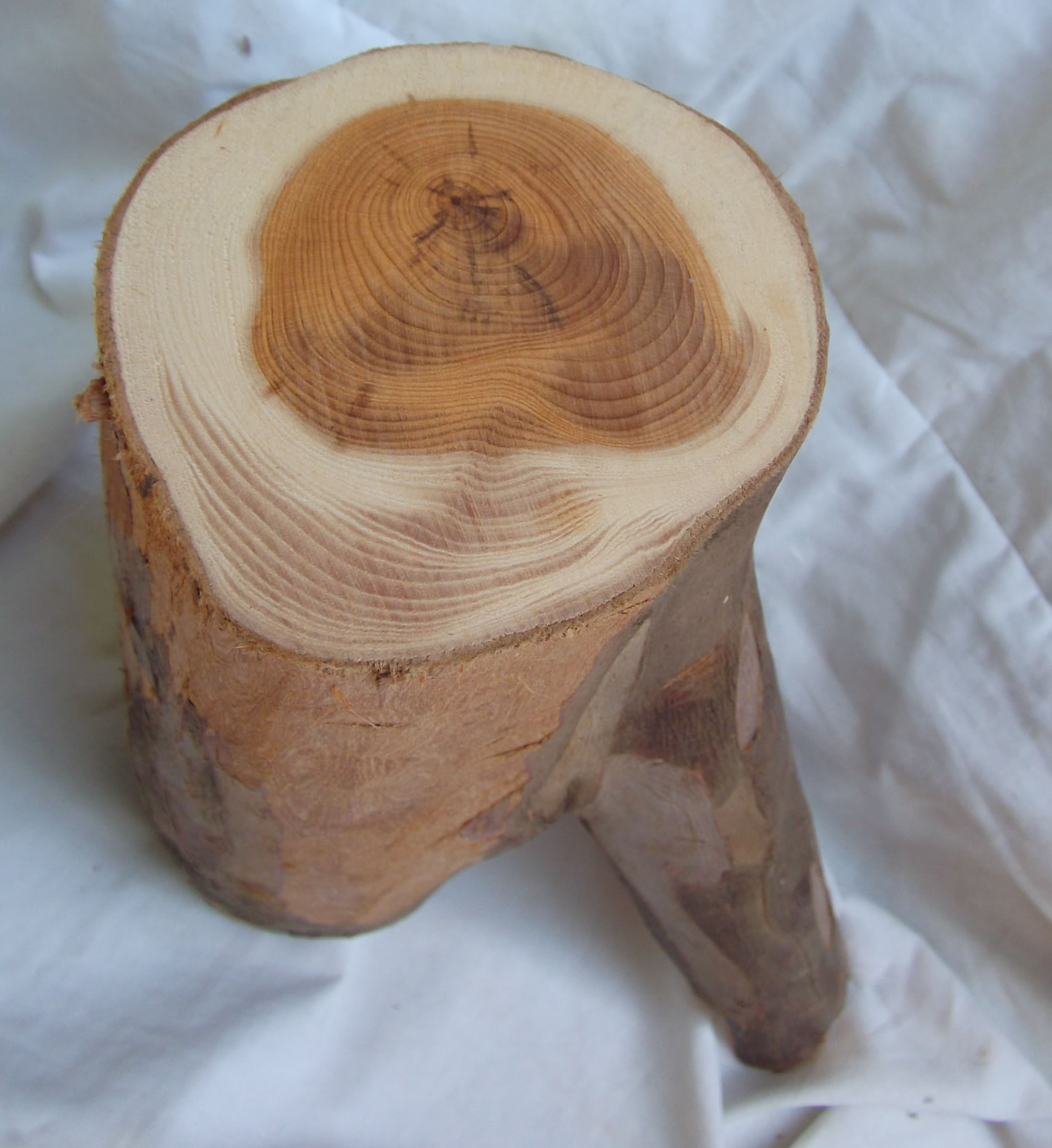
Bois de compression

Le bois de compression est un bois de réaction typiquement formé à la partie inférieure des branches et des tiges penchées ou recourbées des conifères. Anatomiquement, il se caractérise par des trachéides fortement lignifiées qui apparaissent circulaires en section transversale. C'est un moyen de datation de certains événements et catastrophes.
Le bois de réaction se forme typiquement dans les portions de tiges penchées ou courbées et dans les branches: le végétal s'efforce de reprendre une position normale (gravitropisme) et « réagit ». Pour les dicotylédones il en résulte du bois de tension et dans les conifères du bois de compression.
Les zones de bois de compression sont typiquement plus denses et plus foncées que le bois normal.
Les termes compression wood, tenar, se retrouve en anglais (se trouvent également les formes tombées en désuétude: pressure wood, bull wood, glassy wood, hard streak, redwood, Rotholz).
En russe on trouve l'expression Крень, Kren'. Preobrazhensky dans son Dictionnaire étymologique de la langue russe note la similitude du mot крень avec le français carène, qui indique la partie de la coque sous la ligne de flottaison ou la carène.